# Younes Delfi
Younes Delfi (Shush, 2 oktober 2000) is een Iraans voetballer, die doorgaans speelt als flankaanvaller. In januari 2019 maakte hij de overstap van Esteghlal Khuzestan naar Sporting Charleroi.

## Clubcarrière
Delfi doorliep de jeugdreeksen van Esteghlal Khuzestan en stroomde in 2016 door naar het eerste elftal. In januari 2019 ondertekende Delfi een contract voor tweeënhalf seizoen, met een optie op twee bijkomende seizoenen, bij Sporting Charleroi. Bij Charleroi trad hij in de voetsporen van zijn landgenoten Kaveh Rezaei en Ali Gholizadeh, die kort ervoor een succesvolle entree hadden gemaakt in het Stade du Pays de Charleroi. Eerder had Delfi ook een test afgelegd bij PSV.
Op 9 februari 2019 maakte Delfi  zijn debuut in de Eerste klasse A in de wedstrijd tegen KV Oostende. Van coach Felice Mazzu mocht Delfi starten en werd ruim een half uur voor tijd vervangen door David Henen. De wedstrijd eindigde op 1–1. Delfi speelde in zijn debuutseizoen zes wedstrijden voor Charleroi, waarin hij eenmaal scoorde. In het seizoen 2019/20 kwam hij geen enkele keer aan spelen toe, waarop Charleroi hem in september 2020 voor één seizoen – met aankoopoptie – uitleende aan de Kroatische eersteklasser HNK Gorica.

## Clubstatistieken
| Seizoen | Club                | Competitie              | Competitie | Competitie | Beker | Beker | Internationaal | Internationaal | Totaal | Totaal |
| Seizoen | Club                | Competitie              | Wed.       | Dlp.       | Wed.  | Dlp.  | Wed.           | Dlp.           | Wed.   | Dlp.   |
| ------- | ------------------- | ----------------------- | ---------- | ---------- | ----- | ----- | -------------- | -------------- | ------ | ------ |
| 2016/17 | Esteghlal Khuzestan | Persian Gulf Pro League | 6          | 0          | —     | —     | —              | —              | 6      | 0      |
| 2017/18 | Esteghlal Khuzestan | Persian Gulf Pro League | 24         | 7          | 2     | 0     | —              | —              | 26     | 7      |
| 2018/19 | Esteghlal Khuzestan | Persian Gulf Pro League | 9          | 0          | 2     | 0     | —              | —              | 11     | 0      |
| 2018/19 | Sporting Charleroi  | Eerste klasse A         | 6          | 1          | —     | —     | —              | —              | 6      | 1      |
| 2019/20 | Sporting Charleroi  | Eerste klasse A         | 0          | 0          | 0     | 0     | —              | —              | 0      | 0      |
| 2020/21 | → HNK Gorica        | 1. HNL                  | 3          | 1          | 0     | 0     | —              | —              | 3      | 1      |
| Totaal  | Totaal              | Totaal                  | 46         | 8          | 4     | 0     | 0              | 0              | 50     | 8      |

Bijgewerkt op 16 september 2020.

## Interlandcarrière
Delfi maakte deel uit van verschillende nationale jeugdselecties. Hij speelde onder meer op het WK 2017 U17. 